# Escudo de la provincia de Córdoba (España)

El escudo de la provincia de Córdoba trae, en un campo de plata, un león rampante de gules (rojo), linguado o lampasado y uñado del mismo esmalte (color). Bordura de cuatro compones: cuatro de gules, con un castillo de oro almenado de tres almenas, mazonado de sable (negro) y aclarado de azur (azul), alternados con cuatro de argén, con un león rampante, de gules, linguado y uñado del mismo esmalte. 
El timbre, corona real, forrada de gules, o rojo, cerrada, que es un círculo de oro, engastado de piedras preciosas, compuesto de ocho florones de hojas de acanto, visibles cinco, interpoladas de perlas y de cada una de sus hojas salen cinco diademas sumadas de perlas que convergen en un mundo azur, con el semimeridiano y el ecuador de oro, sumado de cruz de oro.
La ciudad de Córdoba posee un escudo propio.